# Konstnärlig forskning
Konstnärlig forskning är forskning som ofta bedrivs av konstnärer inom forskningsprogram och doktorandutbildningar på konsthögskolor och som tar sin utgångspunkt i konstnärliga processer och verksamheter inom alla konstarter. Konstnärlig forskning innebär således utvecklingen av avancerad kunskap som följer på utbildning som vilar på konstnärlig grund. I viss mån bedrivs konstnärlig forskning också inom humanvetenskaplig forskning. Konstnärlig forskning är ämnad att utveckla ny kunskap och resulterar ofta i konstnärliga verk som reflekterar över mänskliga erfarenheter. Resultatet från forskningen redovisas ofta både i gestaltande och skriftlig form.
Konstnärer som utforskar, studerar och skapar ny kunskap och förståelse inom olika fält har alltid funnits. Men begreppet konstnärlig forskning refererar oftast till den formaliserade form av forskning som sker på högskoleprogram och som har etablerats runt om i världen under 2000-talet. Som ett av de först länderna i Europa etablerade Storbritannien forskarutbildningar för konstnärer i början av 1990-talet.
Society for Artistic Research (SAR) publicerar sedan 2011 "Journal for Artistic Research" (JAR), som är en internationell, webbaserad, referentgranskad tidskrift vars mål är att sprida konstnärlig forskning och dess metoder.    